# نیم‌دلاری یادبود صدسالگی مین
نیم‌دلاری یادبود صدسالگی مِین سکهٔ یادبودی است که در سال ۱۹۲۰ م. توسط ضرابخانهٔ ایالات متحده ضرب شد. آنتونی دی فرانچیشی  با طرح‌هایی از هنرمندی گمنام از ایالت مین در آمریکا، این سکه را طراحی کرد.
مسئولین مین یک سکهٔ یادبود با ارزش نیم‌دلار می‌خواستند تا به عنوان گرامیداشت صدمین سال پیوستن این ایالت به اتحادیه و به عنوان تبلیغی برای جشن‌های برنامه‌ریزی شده به این مناسبت، به گردش درآید. لایحه‌ای برای مجاز ساختن این سکه در کنگره بدون مخالفت تصویب شد، ولی پس از آن کمیسیون صدسالگی ایالت مین تصمیم گرفت سکه‌ها را ۱ دلار بفروشد، یعنی به دو برابر مقدار ضرب شده بر روی سکه. با توجه به عدم رضایت کمیسیون هنرهای زیبای آمریکا از طراحی پیشنهاد شده، این کمیسیون خواستار تغییراتی شد، ولی مسئولین مین پافشاری کردند و دی فرانچیشی، طرح‌ها را به مدل‌های گچی تبدیل کرد که از آنها می‌شد سرسکه ساخت.
پنجاه هزار قطعه از این سکه (که نیمی از مقداری بود که مجوز ضرب داشت) برای پخش میان عموم مردم ضرب شد. این سکه‌ها دیر ضرب شدند و برای فروش در جشن‌های صدساله در پورتلند نرسیدند، ولی در نهایت همهٔ سکه‌ها فروخته شدند، اگر چه تنها تعداد کمی از آن‌ها به دست کلکسیونرهای سکه رسید. امروزه قیمت این سکه‌ها بسته به شرایط‌شان بین چندصد تا چندین‌هزار دلار است.

## ایدهٔ اولیه و قانون‌گذاری
فرماندار کارل میلیکن و شورای مین، می‌خواستند که برای گرامیداشت صدمین سالگرد پذیرش این ایالت در سال ۱۸۲۰ به اتحادیه، سکه‌ای نیم‌دلاری ضرب شود. ایدهٔ اولیه این بود که یادبودی در گردش وجود داشته باشد که جشن‌های صدساله در مین را ترویج نماید. بعداً پس از آنکه کنگره قانون فدرال ضرب این سکه را تصویب کرد، کمیسیون صدسالگی تصمیم گرفت به‌جای اینکه سکه‌ها دست به دست در گردش باشند، آن‌ها را به صورت یک یادبود به قیمت ۱ دلار برای هر سکه بفروشد.
لایحهٔ ضرب سکه در روز ۱۱ فوریه ۱۹۲۰ توسط جان ا. پیترز  نمایندهٔ ایالت متن، برای یک نیم‌دلاری یادبود صدسالگی مین، در مجلس نمایندگان ایالتی مطرح شد؛ این لایحه اچ.آر. ۱۲۴۶۰ نام داشت. این لایحه خطاب به کمیتهٔ ضرب سکه، وزن‌ها و اندازه‌ها، بود که آلبرت وستال، نمایندهٔ ایندیانا در کنگره، ریاست آن را بر عهده داشت. وقتی کمیته در روز ۲۳ فوریه ۱۹۲۰ جلسه برگزار کرد، پیترز تاریخچهٔ ایالت مین و تمایل شهروندان برای جشن گرفتن این صد سال از جمله از طریق سکهٔ یادبود را برای اعضا تعریف کرد. وی گفت که با رئیس ضرابخانه ایالات متحده، ریموند ت. بیکر، صحبت کرده که به پیترز گفته که او و دیوید ف. هیوستون، وزیر خزانه‌داری ایالات متحده آمریکا، تصمیم دارند ظهر لایحه را امضا کنند، لایحه‌ای که متن آن از لایحهٔ تصویب نیم‌دلاری صدسالگی ایلینوی در ۱۹۱۸ الهام گرفته شده بود. ویلیام ا. اشبروک از اوهایو به یاد آورد که او عضو کمیته‌ای بوده‌است که لایحهٔ ایلینوی را تصویب کرده‌است؛ او از آن لایحه طرفداری کرده بود و حالا از لایحهٔ مین نیز طرفداری می‌کرد. اسکار ای. کلر از مینه سوتا از پیترز خواست تا تأیید نماید که هیچ هزینه‌ای برای دولت فدرال تراشیده نخواهد شد، که پیترز هم همین کار را کرد. کلی استون بریگز از تگزاس می‌خواست بداند که آیا مواد لایحهٔ مین مشابه مواد قانون ایلینوی است و پیترز از این موضوع اطمینان حاصل کرد. در بیستم مارس، وستال گزارشی به نیابت از کمیته‌اش تنظیم کرد و توصیه نمود که مجلس نمایندگان آن را تصویب کند و نامه‌ای از هیوستون تهیه کرد که اظهار می‌داشت خزانه داری هیچ اعتراضی به آن ندارد.
سه لایحه ضرب سکه – صدساله مین، صدساله آلاباما، و سیصدساله پیلگریم – به ترتیبی که ذکر شد در خانه نمایندگان در روز ۲۱ آوریل ۱۹۲۰ مطرح شدند. پس از آنکه پیترز خانه نمایندگان را به نفع لایحه مین مخاطب قرار داد، جان کیو. تیلسون از کنتیکت پرسید که آیا سکه پیشنهادی جانشین طرح موجود (نیم‌دلاری Walking Liberty) برای بقیه سال می‌شود یا خیر؛ پیترز توضیح داد که نمی‌شود و اینکه فقط ۱۰۰ هزار سکه این طرح یادبود را خواهند داشت. جان فرانکلین میلر از ایالت واشینگتن پرسید که چه کسی هزینه‌های سرسکه ضرب سکه را قبول می‌کند و پیترز پاسخ داد که ایالت مین قبول می‌کند. اندرو جکسون مونتگو از ویرجینیا پرسید آیا وزارت خزانه داری ظهر لایحه را امضا کرده یا خیر و پیترز به او اطلاع داد که هم هیوستون و هم بیکر امضا کرده‌اند. وستال خواست که لایحه تصویب شود، ولی وارن گارد از اوهایو سوالاتی داشت دربارهٔ اینکه چه اتفاقی برای سکه‌ها می‌افتد وقتی وارد گردش شوند؛ پیترز اظهار داشت که وقتی ضرب شدند، به عنوان نیم‌دلاری عادی به گردش می‌افتند. در پاسخ به سوالات گارد، پیترز توضیح داد که با آنکه مِین هزینه‌های سرسکه را می‌پردازد، این سکه‌ها جزو اموال دولت فدرال می‌شوند. پیترز اضافه کرد که جشن سراسری در مین برای سالگرد برگزار نمی‌شود، ولی مشاهدات محلی وجود خواهد داشت. گارد هیچ سؤال دیگری دربارهٔ لایحه مین نداشت (وی همچنین از اسپانسرهای لوایح آلاباما و پیلگریم نیز سؤال داشت) و به درخواست وستال، بدون مخالفت ثبت شده، لایحه تصویب شد.
روز بعد، ۲۲ آوریل ۱۹۲۰، خانه نمایندگان تصویب لایحه مین را به مجلس سنا گزارش داد. لایحه به کمیته سنای بانکداری و ارز ارجاع شد؛ در روز ۲۸ آوریل، جورج پی. مک‌لین از کنتیکت، آن را با توصیه نامه تصویب، گزارش کرد. در روز سوم مه، مک لین خواست که سه لایحه سکه (مین، آلاباما و پیلگریم) بلافاصله در مجلس سنا مطرح شوند، با این ترس که با آنکه در آن روز، این لوایح در دستور جلسه سنا قرار داشتند، ممکن بود به آنها نرسند، و بر این باور بود که اقدام اضطراری باید صورت می‌گرفت. رید اسموت، سناتور یوتا اعتراض کرد: تلاش اسموت برای مطرح کردن خارج از نوبت برات ارزی ضد قیمت شکنی، مورد اعتراض چارلز اس. توماس از کلرادو قرار گرفت. با این حال، اسموت گفت اگر تا ساعت ۲ بعدازظهر نوبت لوایح سکه نرسد، احتمالاً هیچ اعتراضی نخواهد بود. وقتی مک لین دوباره سعی کرد تا لوایح سکه را پیش بیندازد، چارلز کورتیس از کانزاس پرسید که آیا فوریتی وجود دارد. مک لین پاسخ داد که از آنجائیکه سه لایحه سکه به یاد سالگردهای جاری هستند، نیاز به تصویب آنها و شروع فرایند تولید وجود دارد. هر سه لایحه بدون مخالفت در مجلس سنا تصویب شدند و لایحه مین با امضای وودرو ویلسون، ریاست سنا، در ۱۰ مه ۱۹۲۰، وضع شد.

## آماده‌سازی

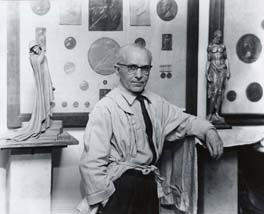
آنتونی دی فرانچیشی

در ۱۴ مه ۱۹۲۰، چهار روز پس از ویلسون این لایحه را امضا کرد، بیکر (رئیس ضرابخانه) گرته‌هایی از طراحی پیشنهادی را به رئیس کمیسیون هنرهای زیبای آمریکا، چارلز مور، ارسال کرد تا در مورد شایستگی این طراحی نظر دهد. این طراحی توسط مقامات مسئول یادبود صدسالگی تهیه شده بود و پیترز آن را به بیکر تحویل داده بود. مور پیش‌طرح‌ها را به مجسمه‌ساز عضو کمیسیون، جیمز ارل فریزر فرستاد. مور که تا ۲۶ مه از فریزر پاسخی نگرفته بود، یک تلگرام به او فرستاد و به او گفت که مقامات مین این سکه‌ها را تا ۲۸ ژوئن می‌خواهند. فریزر فوراً با تلگرام جواب داد که این طراحی را نپذیرفته‌است چون یک طراحی «معمولی» است، و تصویب طرح بر اساس پیش‌طرح‌ها اساساً اشتباه است و ابتدا باید یک مدل گچی از سکه توسط یک مجسمه‌ساز ساخته شود. یک روز بعد، مور در نامه‌ای به هیوستون دیدگاهش را بیشتر گسترش داد: «سکه‌های نقره‌ای ما به درجهٔ بالایی از کمال رسیده‌اند زیرا توسط مردانی صالح طراحی شده‌اند. ما نباید به استانداردهای پایینتری که پیشتر رواج داشتند بازگردیم.» 
مور در این نامه به تغییر در طرح اصرار کرد و گفت که این طرح اگر روی سکه زده شود، «برای مردم مین مایهٔ آبروریزی خواهد بود». با این وجود، مسئولین مین قبول نکردند و بر طرح‌های ارائه شده پافشاری کردند. پس از بحث‌هایی در میان پیترز، مور و چند مسئول دیگر، توافقی حاصل شد که بر اساس آن طرح‌ها به مدل‌های گچی تبدیل شوند و فریزر از شاگرد سابقش، آنتونی دی فرانچیشی خواست تا این کار را بر عهده بگیرد. این مجسمه‌ساز جوان اوایل ژوئیه کار را تمام کرد و مدل‌ها در ۹ ژوئیه توسط کمیسیون تصویب شدند. ادارهٔ حکاکی در ضرابخانهٔ فیلادلفیا سرسکه‌ها را با استفاده از مدل‌های دی فرانچیشی خلق کرد. حکاک ارشد، جورج تی. مورگان یا دستیارش، جان آر. سیناک که بعدها حکاک ارشد شد، گوزن شمالی و درخت کاج روی سکه را از حالت برجسته (چنانکه در مدل‌های دی فرانچیشی بود) به حالت فرورفته تغییر دادند. این تغییر احتمالاً در تلاش برای بهبود کیفیت ضرب سکه‌ها بود و در این صورت موفقیت آن محدود بود، زیرا جزئیات کامل این نقش‌ها در بسیاری از سکه‌ها معلوم نمی‌شد.

## طراحی

نشان مین

روی سکه نیم‌دلاری یادبود صدسالگی مین، نشان دولتی ایالت مین را به همان شکلی نشان می‌دهد که در نشان رسمی این ایالت به کار رفته‌است. در مرکز آن، سپری با درخت کاج است که به‌صورت چکشی در سکه فرورفته‌است. زیر درخت یک گوزن شمالی دراز کشیده‌است. در دو طرف سپر دو مرد هستند، یکی با داس که نماد کشاورزی است و دیگری با یک لنگر که نماد تجارت است. بالای سپر نوشته‌ای است Dirigo که به زبان لاتین است و معنایش این است: «من هدایت می‌کنم». بالای این متن ستاره‌ای پنج گوشه قرار دارد. در پایین سپر طوماری قرار دارد که نام ایالت بر آن نوشته شده‌است. نزدیک لبه‌های سکه نوشته شده: ایالات متحده آمریکا و نیم‌دلاری. پشت سکه حلقه‌ای از برگ‌های سوزنی و مخروط کاج قرار دارد (مین با عنوان ایالت درخت کاج شناخته می‌شود) که در وسطش عبارت «صدسالگی مین ۱۸۲۰–۱۹۲۰» نقش بسته‌است. پشت سکه همچنین حاوی شعارهای مختلفی است که طبق قانون باید روی سکه‌ها وجود داشته باشد.
دان تاکسای سکه‌شناس، در تاریخ‌نگاری‌اش از سکه‌های یادبود چنین نوشته: «دی فرانچیشی کاملاً با آنها موافق نبود.» به گفته تاکسای، دو مرد روی سکه «بیش از آن کوچک بودند که بعد از کوچک‌سازی سکه (از مدل‌های گچی به اندازهٔ حقیقی سکه) زیبایی‌شان را حفظ کنند، و در نتیجه پیش پا افتاده به نظر می‌رسیدند. پشت سکه، با حلقه مخروط‌های کاج، به وضوح غیر الهام‌بخش بود». آرلی اسلابا در کتابش دربارهٔ یادبودها اشاره کرده که این نیم‌دلاری به کار دیگر این مجسمه‌ساز برای دلار صلح در سال بعد (۱۹۲۱) شباهت ندارد.
کورنلیوس ورمیول تاریخ‌شناس هنر، نیم‌دلاری مین را زشت خواند ولی دی فرانچیشی را مقصر ندانست، زیرا «این سکه توسط مجسمه‌ساز و طبق مشخصات، مدلسازی شده و بنابراین نماینده هنر او یا هر هنری نبود». ورمیول گفت: «[این سکه] شبیه مدال جایزهٔ مسابقهٔ محله یا روز ورزش مدرسه است.» با این وجود با این فکر که دی فرانچیشی می‌توانست بر طرحی هنری تر پافشاری نماید، ورمیول معتقد بود «سکه صدساله مین، از کارهای برجسته او نبود.»

## تولید، توزیع و کلکسیون

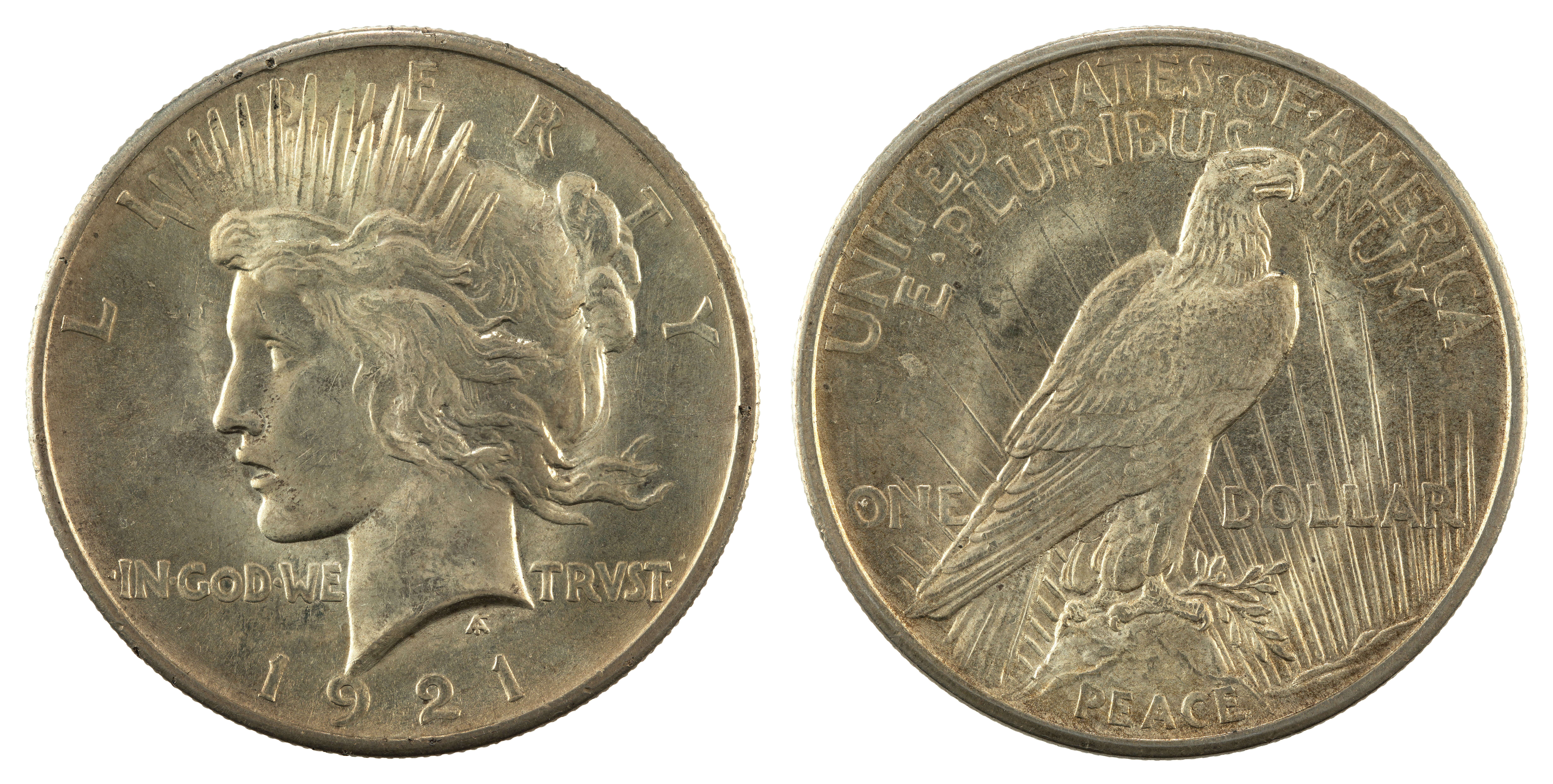
آنتونی دی فرانچیشی دلار صلح را در سال ۱۹۲۱ طراحی کرد.

جشن‌های صدسالگی ایالت در روز ۴ ژوئیه ۱۹۲۰ در بزرگترین شهر مین، یعنی پورتلند برگزار شد. پیترز امیدوار بود که نیم‌دلاری‌ها در آن زمان برای توزیع آماده باشند، ولی به علت جنجال دربارهٔ طراحی آن، سکه‌ها به موقع آماده نشدند. وی به معاون ضرابخانه، مری مارگارت اورایلی در روز ۱۴ ژوئیه نامه نوشت و ناامیدی‌اش را دربارهٔ تأخیر در این کار بیان کرد و گفت که با آنکه جشن‌های پورتلند تمام شده‌اند، ایالت هنوز می‌تواند سودی از سکه‌ها ببرد به شرط آنکه سکه‌ها را در سال ۱۹۲۰ دریافت کند؛ در غیر اینصورت، «شاید بهتر باشد منتظر صدسالگی بعدی [در ۲۰۲۰ م.] بمانیم که معتقدم مناسبتر خواهد بود و با سرعت کار ما مطابقت خواهد داشت.» وی از ضرابخانه خواست که دفعهٔ آینده که مانعی پیش می‌آید پیشتر به او خبر دهند. فرماندار میلیکن نیز در روز ۲۰ ژوئیه نامه نوشت و به مسئولین ضرابخانه یادآوری کرد که سکه با قانون ویژهٔ کنگره مجاز شده و پرسیده که چه وقت محموله آماده می‌شود.
اواخر تابستان ۱۹۲۰، مجموعاً ۵۰٬۰۲۸ نیم‌دلاری یادبود صدسالگی مین در ضرابخانه فیلادلفیا ضرب شد که شامل ۲۸ قطعه بود که برای بازرسی و آزمایش در جلسهٔ سالانهٔ کمیسیون عیارگیری در سال ۱۹۲۱ کنار گذاشته شده بودند. در ضرب سکه هیچ مراقبت ویژه‌ای به عمل نیامد؛ این سکه‌ها داخل سطل انداخته می‌شدند و بسیاری از آنها ردّی از تماس با سکه‌های دیگر رویشان هست. این سکه‌ها به مین فرستاده شدند و از طریق ادارهٔ خزانه‌داری ایالتی به قیمت ۱ دلار به فروش گذاشته‌شدند. سی هزار سکه بلافاصله فروخته شد و فروش سکه‌ها همچنان از اداره خزانه‌داری ادامه یافت تا اینکه همهٔ پنجاه هزار سکه فروخته شدند، اگر چه این امر پیش از سال ۱۹۲۹ اتفاق نیفتاد. دیوید باورز حدس می‌زند که اگر ۱۰۰ هزار سکه مجاز ضرب شده بود، بیشتر مقدار اضافی به ضرابخانه مرجوع می‌شد و به علت کمبود خریدار، ذوب می‌شد. بسیاری از سکه‌ها پس از ۱۹۲۰ خرج شدند و وارد گردش پول شدند.
تعداد نسبتاً کمی از سکه‌ها به کلکسیونرهای سکه فروخته شدند و اکثر گونه‌های باقی‌مانده، آثار نگهداری بی‌دقت رویشان معلوم است. نسخهٔ ۲۰۱۵ از «کتاب راهنمای سکه‌های ایالات متحده» از ریچارد اس. یومان، ارزش این سکه را ۱۴۰ تا ۶۸۵ دلار تعیین کرده که بسته به شرایط سکه دارد؛ یک سکهٔ استثنائی از این مجموعه در سال ۲۰۱۴ به قیمت ۷٬۰۵۰ دلار فروخته شد.

## یادداشت
1. ↑  Anthony de Francisci
2. ↑  Carl Milliken
3. ↑  John A. Peters
4. ↑  David F. Houston
5. ↑  William A. Ashbrook
6. ↑  Oscar E. Keller
7. ↑  James Earle Fraser
8. ↑  Don Taxay
9. ↑  Arlie Slabaugh
10. ↑  Cornelius Vermeule
11. ↑  David Bowers